# George Milton Corlett
George Milton Corlett (* 7. November 1884 in Burchard, Nebraska; † 16. Februar 1955 in Phoenix, Arizona) war ein US-amerikanischer Politiker. Zwischen 1927 und 1931 war er Vizegouverneur des Bundesstaates Colorado.

## Werdegang
Über die Jugend und Schulausbildung von George Corlett ist nichts überliefert. Er muss aber Jura studiert haben und praktizierte dann als Rechtsanwalt. Zu einem nicht bekannten Zeitpunkt zog er nach Monte Vista in Colorado. Während des Ersten Weltkrieges diente er in der United States Army. Politisch schloss er sich der Republikanischen Partei an. Von 1919 bis 1921 war er Bürgermeister von Monte Vista.
Im Jahr 1926 wurde Corlett an der Seite von William Adams zum Vizegouverneur des Staates Colorado gewählt. Dieses Amt bekleidete er zwischen 1927 und 1931. Dabei war er Stellvertreter des Gouverneurs und Vorsitzender des Staatssenats. Er starb am 16. Februar 1955 in Phoenix.